# Croton alvaradonis
Espèce
Croton alvaradonis est une espèce de plantes du genre Croton et de la famille des Euphorbiaceae, originaire du Mexique (Baja California).